# Estadi Saint-Claude
L'Estadi Saint-Claude (en francés: Stade Saint-Claude) és un estadi multiusos de Basse-Terre, la capital de Guadalupe, un territori de França al Mar Carib. L'estadi és seu de l'equip de la selecció de futbol de Guadalupe. L'estadi té capacitat per 10.000 espectadors aproximadament. És utilitzat pels equips de futbol Racing Club de Basse-Terre i La Gauloise de Basse-Terre.